# Animation Runner Kuromi
Animation Runner Kuromi (jap. アニメ制作進行くろみちゃん, Anime Seisaku Shinkō Kuromi-chan, deutsch „Anime-Produktionsverlauf Kuromi-chan“) ist ein japanischer Animationsfilm aus dem Jahr 2001. 2004 wurde eine Fortsetzung mit dem Titel Anime Seisaku Shinkō Kuromi-chan: Nihon no Anime wa Watashi ga Tsukuru! 2 (アニメーション制作進行くろみちゃん 日本のアニメは私が作る!2, dt. „~: Ich mache japanische Anime! 2“) produziert, welcher, wie der erste Teil, als OVA veröffentlicht wurde. Beide OVAs lassen sich dem Genres der Komödie und der Parodie zuordnen.

## Handlung

### OVA 1
Die Geschichte handelt von der 20-jährigen Mikiko Oguro, welche frisch von der Animationsakademie kommt und ihren ersten Arbeitstag bei dem kleinen Studio Studio Petit hat. Kurz nach ihrem Eintreffen trifft sie auf den Produktionsleiter, welcher jedoch kurz darauf aus gesundheitlichen Gründen kündigen muss. So muss Mikiko, welche den Spitznamen Kuromi bekommt, plötzlich die gesamte Produktion der zweiten Episode der Anime-Serie Time Journeys leiten, welche zu allen Überfluss noch weit hinter dem Zeitplan liegt.
So muss es Kuromi schaffen, das Animatoren härter und schneller arbeiten, was gar nicht so einfach ist. Unterstützt wird Kuromi dabei von Hamako Shihonmatsu, welcher der künstlerische Leiter des Studio Petit ist und im Laufe der Geschichte eine gute Freundin für Kuromi wird. Nach und nach schafft es Kuromi, die Animatoren dazu zu bewegen, schneller zu arbeiten, sodass das Studio es am Ende schafft die Produktion rechtzeitig abzuschließen und dem Fernsehsender die fertige Folge zu präsentieren.

### OVA 2
Nachdem Kuromi bei der Produktion von Time Journeys so gute Arbeit geleistet hat, arbeitet das Studio Petit jetzt an drei verschiedenen Serien. Dieses Mal bekommt sie jedoch Unterstützung von dem erfahrenen Produzenten Rei Takashimadaira. Für Takashimadaira ist jedoch einzig und allein die rechtzeitige Fertigstellung der Serien wichtig, sogar wenn es bedeutet, dass die Qualität darunter leidet. Kuromi muss sich schließlich entscheiden, ob ihr der Abgabetermin oder die Qualität der Produkte wichtiger ist.

## Veröffentlichungen
Produziert wurden die OVAs von dem Studio Yumeta Company, Regisseur war Akitaro Daichi. Die erste OVA wurde auch auf Englisch, Französisch und Deutsch übersetzt, während die zweite OVA bislang erst ins Englische und Deutsche übersetzt wurde.
In Deutschland wurden beide OVAs auf zwei DVDs vom Label Anime House veröffentlicht.

## Synchronisation
| Rolle              | japanischer Sprecher (Seiyū) | deutscher Sprecher |
| ------------------ | ---------------------------- | ------------------ |
| Mikiko Oguro       | Kaori Asō                    | Annett Perka       |
| Hamako Shihonmatsu | Reiko Yasuhara               | Fabienne Franken   |
| Rei Takashimadaira | Kōji Ishii                   | Renier Baaken      |
| Hassaku Hozumi     | Yoshiaki Matsumoto           | Dustin Aßmuteit    |
| Mizuho Tanonaka    | Eiji Itō                     | René Dawn-Claude   |
| Seiichiro Haryu    | Kazuya Ichijō                | Mark O’Conner      |
| Aoi Fukami         | Akemi Okamura                | Leslie Keane       |
| Mai Horaguchi      | Mayumi Misawa                | Petra Glunz-Grosch |
| Battobi            | Mieko Ichikawa               | Birte Baumgardt    |

## Musik
Als Abspanntitel verwendete man bei beiden OVAs das Lied Hidamari no Machide, welches von der Synchronsprecherin von Mikiko Oguro, Kaori Asō, gesungen wurde. Bei den deutschen DVDs erstellte man einen eigenen Abspanntitel mit dem Titel Kein Weg zu weit, welcher, wie der japanische Titel, von der deutschen Synchronsprecherin von Mikiko Oguro, Annett Perka, gesungen wurde.

## Auszeichnungen
2002 gewann der Film auf der Tōkyō Kokusai Anime Fair den Tōkyō Anime Award als beste Original Video Animation. 2005 erhielt dann der zweite Teil von Animation Runner Kuromi ebenfalls den Tōkyō Anime Award in derselben Kategorie.